# Campeonato Mundial de Escalada de 2021
El XVII Campeonato Mundial de Escalada se celebró en Moscú (Rusia) entre el 16 y el 21 de septiembre de 2021 bajo la organización de la Federación Internacional de Escalada Deportiva (IFSC) y la Federación Rusa de Deportes de Escalada.
Las competiciones se realizaron en el Palacio de Gimnasia Irina Viner-Usmanova de la capital rusa.

## Medallistas

### Masculino
| Evento             | Oro                            | Plata                         | Bronce                          |
| ------------------ | ------------------------------ | ----------------------------- | ------------------------------- |
| Dificultad (21.09) | Jakob Schubert · Austria · Top | Luka Potočar Eslovenia Top    | Hamish McArthur Reino Unido 46+ |
| Velocidad (16.09)  | Danyl Boldyrev · Ucrania       | Erik Noya Cardona · España    | Noah Bratschi Estados Unidos    |
| Bloques (19.09)    | Kokoro Fujii Japón 4t4z 6 6    | Tomoa Narasaki Japón 3t3z 6 6 | Manuel Cornu Francia 2t3z 2 3   |
| Combinada (21.09)  | Yannick Flohé · Alemania ·     | Philipp Martin · Alemania ·   | Fedir Samoilov · Ucrania ·      |

### Femenino
| Evento             | Oro                                      | Plata                                | Bronce                        |
| ------------------ | ---------------------------------------- | ------------------------------------ | ----------------------------- |
| Dificultad (21.09) | Seo Chae-hyun Corea del Sur Top          | Natalia Grossman Estados Unidos 37   | Laura Rogora · Italia · 37    |
| Velocidad (16.09)  | Natalia Kałucka · Polonia                | Yuliya Kaplina · CFR                 | Aleksandra Mirosław · Polonia |
| Bloques (18.09)    | Natalia Grossman Estados Unidos 4t4z 7 7 | Camilla Moroni · Italia · 4t4z 13 11 | Staša Gejo Serbia 2t4z 5 7    |
| Combinada (21.09)  | Jessica Pilz · Austria ·                 | Mia Krampl Eslovenia                 | Elnaz Rekabi Irán             |

## Medallero
| Núm. | País           | Oro | Plata | Bronce | Total |
| ---- | -------------- | --- | ----- | ------ | ----- |
| 1    | Austria        | 2   | 0     | 0      | 2     |
| 2    | Estados Unidos | 1   | 1     | 1      | 3     |
| 3    | Alemania       | 1   | 1     | 0      | 2     |
| 3    | Japón          | 1   | 1     | 0      | 2     |
| 5    | Polonia        | 1   | 0     | 1      | 2     |
| 5    | Ucrania        | 1   | 0     | 1      | 2     |
| 7    | Corea del Sur  | 1   | 0     | 0      | 1     |
| 8    | Eslovenia      | 0   | 2     | 0      | 2     |
| 9    | Italia         | 0   | 1     | 1      | 2     |
| 10   | España         | 0   | 1     | 0      | 1     |
| 10   | CFR            | 0   | 1     | 0      | 1     |
| 12   | Francia        | 0   | 0     | 1      | 1     |
| 12   | Irán           | 0   | 0     | 1      | 1     |
| 12   | Reino Unido    | 0   | 0     | 1      | 1     |
| 12   | Serbia         | 0   | 0     | 1      | 1     |
|      | TOTAL          | 8   | 8     | 8      | 24    |

1. 1 2  Debido a la decisión del TAS de diciembre de 2020 de suspender los entes deportivos rusos, el equipo de Rusia participa bajo la denominación «Climbing Federation of Russia» y las siglas CFR.